# Paeon triakis
Paeon triakis is een eenoogkreeftjessoort uit de familie van de Sphyriidae. De wetenschappelijke naam van de soort is voor het eerst geldig gepubliceerd in 2001 door Castro-Romero.